# エドゥアルド・ヴォルガノフ
エドゥアルド・ヴォルガノフ（Eduard Vorganov、1982年12月7日 - ）は、ロシア、ヴォロネジ出身の自転車競技（ロードレース）選手。

## 来歴
2004年
- シルキュイ・デ・アルダンヌ 総合優勝
- メモリアル・オレグ・ディアチェンコ 優勝

2005年
- ファイヴ・リング・オブ・モスコー 総合優勝

2009年
- ジロ・デ・イタリア 総合23位
- ブエルタ・ア・エスパーニャ 総合26位

2010年、チーム・カチューシャに移籍。
- ツアー・ダウンアンダー 総合7位

2012年
- ツアー・ダウンアンダー 総合10位
- ロシア選手権・個人ロードレース 優勝
- ツール・ド・フランス 総合19位